# Modena City Ramblers
Modena City Ramblers és un grup italià de folk combatiu format l'any 1991.
El seu estil barreja característiques del folk irlandès i del folk punk celta de The Pogues i The Waterboys, així com de les balades de la resistència italiana.
Han fet concerts arreu del món i han tocat en diversos festivals de prestigi com ara l'Independent Days Festival de Bolonya o l'Awesome Africa Festival a Sud-àfrica.
També han col·laborat amb artistes com Manu Chao, Bob Geldof o el grup irlandès The Chieftains.

## Formació
- Franco D'Aniello: flauta, tin whistle, trompeta, saxo, cors, guitarra acústica i percussió
- Massimo "Ice" Ghiacci: baix elèctric i acústic, contrabaix, baix tea-chest, saxo, veus i cors, guitarra acústica, balalaica
- Roberto "Robby" Zeno: bateria, percussió, cors, mandolina, guitarra acústica, pianoforte, baix
- Francesco "Fry" Moneti: guitarra acústica i elèctrica, guitarra baríton, buzuki, violí acústic i elèctric, banjo, ud, mandolina, saltiri, cors, veus.
- Davide "Dudu" Morandi: veu, guitarra acústica, guitarra elèctrica, banjo, glockenspiel, baix elèctric, harmònica, culleres
- Leonardo "Leo" Sgavetti: acordió, pianoforte, orgue, orgue Hammond, clavinet, vibràfon
- Gianluca Spirito: guitarra acústica, buzuki, banjo, mandolina, ukulele, cuatro, guitarra batent, llaüt, bodhrán, cors

### Ex-components
- Giovanni Rubbiani
- Alberto "Guardia Rossa" Cottica
- Alberto "Mors" Morselli
- Marco Michelini
- Chris Dennis
- Filippo Chieli
- Marco Tedeschi
- Stefano "Cisco" Bellotti
- Arcangelo "Kaba" Cavazzuti
- Vania Buzzini
- Massimo Giuntini
- Luca "Gabibbo" Giacometti
- Daniele "Contador" Contardo
- Elisabetta "Betty" Vezzani
- Luciano Gaetani
- Luca Serio Bertolini

## Discografia
- Riportando tutto a casa (1994)
- La grande famiglia (1996)
- Terra e libertà (1997)
- Raccolti (1998)
- Fuori campo (1999)
- Radio Rebelde (2002)
- Mcr (2003)
- Viva la vida, muera la muerte! (2004)
- Appunti partigiani (2005)
- Dopo il lungo inverno (2006)
- Bella Ciao (2008)
- Onda libera (2009)
- Sul tetto del mondo (2011)
- Niente di novo sul fronte occidentale (2013)
- Venti (2014)
- Tracce clandestine (2015)
- Mani come rami, ai piedi radici (2017)
- Riaccolti (2019)